# Posta sudada
La Posta sudada o Muchacho sudado (algunas veces simplemente Sudao) es una de dos carnes de la res cocinada por lo general en olla a presión en conjunto con condimentos como sal, ajo, pimentón en trocitos, clavos, pimienta y panela raspada. Para preparar este plato a presión no se utilizan las piezas más tiernas de la res como el lomito (lomillo o solomito), ni el lomo, sino las clases de carne que, una vez bien cocidas, sean muy fáciles de desmechar; la preparación ofrece un sabor inconfundible.

## Sudao
En Colombia es común llamar a estas clases de carne desmechable Posta o Muchacho, y a la preparación o plato se le denomina Posta sudada o Muchacho sudado. 
Si al preparado a presión se le incorporan otros alimentos ya de tamaño grande (no ya como condimentos sino como acompañamiento), por ejemplo papa, yuca o zanahoria - entre otros-, al conjunto entero se le denomina simplemente "Sudao", término de usanza totalmente común en Antioquia.